# Carlo Tagnin
Carlo Tagnin (18 de novembro de 1932 - 13 de março de 2000) foi um futebolista e treinador italiano. Ele jogou como meio-campista, principalmente no famoso Inter da década de 1960, que alcançou muito sucesso, tanto no país como na Europa. Como meio-campista defensivo, ele era conhecido por sua resistência e habilidade de marcação.

## Como Jogador
Depois de crescer no Torino, Tagnin foi mais tarde promovido para o time sênior, mas começou sua carreira profissional durante a temporada 1952-53, emprestado ao Alessandria, na Serie C. 
Ele retornou ao Torino na temporada seguinte e ficou no clube até 1954, fazendo sua estréia na Serie A com o clube em um empate 1-1 frente à Sampdoria, em 13 de setembro de 1953. 
Ele também jogou no Monza na Serie B (1954-57), retornando brevemente a Alessandria para a temporada Serie 1957-58. 
Tagnin posteriormente jogou na Lazio (1958-59), onde ganhou a Coppa Italia de 1958 e no Bari (1959-61), mas foi banido por duas temporadas e meia depois de ser acusado de estar envolvido em um escândalo de manipulação de resultado. Sua sentença foi reduzida em um ano e, em 1962, ele foi contratado pela Inter de Milão, onde teve sua trajetoria mais notável, permanecendo com o clube até 1965. 
Tagnin terminou sua carreira após a temporada 1965-66, na Alessandria, na Serie B.
Enquanto estava na Inter, Tagnin fazia parte da "Grande Inter" , time de Helenio Herrera que venceu a Liga dos Campeõesem 1964, na final Tagnin demonstrou suas excelentes habilidades de marcação contra a estrela do Real Madrid, Alfredo Di Stefano. Com a Inter, também ganhou dois títulos da Serie A, em 1963 e 1965, bem como uma segunda Liga dos Campeões em 1965 e a Copa Intercontinental de 1964.

## Treinador
Mais tarde, Tagnin trabalhou como treinador, iniciando sua carreira com o Albese (1972-73), e mais tarde treinando o Savona (1973-74) e as divisões de base da Inter (1975-83) e da Alessandria (1983-85), 
Ele também treinou o time sênior de Alessandria na temporada 1985-86 na SerieC2. 

## Morte
Tagnin morreu de osteossarcoma em 13 de março de 2000, em sua cidade natal Alexandria, aos 67 anos. 
Em uma entrevista em 2004 com o expresso, seu ex-companheiro da Inter, Ferruccio Mazzola, sugeriu que sua morte estava associada a drogas prejudiciais para a saúde que alegadamente foram entregues aos jogadores da Grande Inter treinador Helenio Herrera.     

## Títulos
Lazio  
- Coppa Italia:1958.

Inter  
- Serie A:1962-63, 1964-65.
- UEFA Champions League: 1963-64 e 1964-65.
- Copa Intercontinental: 1964.